# دو كوه (سياهو)
دو کوه (بالفارسية: دوکوه) هي قرية تقع في إيران في قسم سياهو الريفي. يقدر عدد سكانها بـ 59 نسمة بحسب إحصاء 2016.